# Stenellipsis marmorata
Stenellipsis marmorata es una especie de escarabajo longicornio del género Stenellipsis, tribu Acanthocinini, subfamilia Lamiinae. Fue descrita científicamente por Breuning en 1954.

## Descripción
Mide 6,6 milímetros de longitud.

## Distribución
Se distribuye por Australia.